# The Gathering (band)
The Gathering is een Nederlandse band uit het Brabantse Oss. De band maakte een ontwikkeling door van deathmetal via gothic metal tot progressieve rock.

## Biografie

### Het begin: Always... & Almost a Dance (1989-1993)
The Gathering wordt in 1989 opgericht door de broers Hans Rutten en René Rutten en Bart Smits. Niet veel later komen Hugo Prinsen Geerligs, Jelmer Wiersma en Frank Boeijen daarbij, en speelt de band regelmatig live in het clubcircuit.
In 1992 brengt The Gathering zijn debuutalbum Always... uit, gestoeld op het aan populariteit winnende genre deathmetal, maar laat een duidelijk eigen geluid horen. Grunter Bart Smits wordt bijgestaan door zang van Marike Groot (ex-Little Mary Big) en de nummers zijn door keyboardpartijen voorzien van een symfonisch tintje. Always... wordt goed ontvangen in binnen- en buitenland en de band sleept een aantal festivaloptredens in de wacht. Daarnaast speelt de band zich in de kijker als voorprogramma van Faith No More in Ahoy' Rotterdam.
Ondanks de droomstart die de band aanvankelijk maakt, zijn een aantal bandleden ontevreden over het heavy groepsgeluid. De zoektocht naar een nieuw geluid kost het vertrek van zangeres Marike Groot en van Bart Smits, die meer de gothickant op wil. Hun plaats wordt opgevuld door Niels Duffhues en Martine van Loon. Na de bezettingswisseling begint men aan het opnemen van het album Almost a Dance, dat moeizaam tot stand komt. Er zijn problemen met de platenmaatschappij en bij het verschijnen van het album in 1993 vallen ook de reacties tegen. Het geluid is een stuk minder heftig geworden en wordt door de critici vernietigend gerecenseerd. Tijdens de daaropvolgende tournee verlaten Duffhues en Van Loon de band.

### Doorbraak: Mandylion & Nighttime Birds (1995-1997)
Na een periode van bezinning maakt The Gathering een verrassende comeback met het album Mandylion in 1995. De band is verhuisd naar een nieuwe platenmaatschappij en heeft Anneke van Giersbergen aangetrokken, een zangeres met geschoolde zangstem. Het geluid op Mandylion ontstijgt de metal en manoeuvreert zich in de richting van de progressieve rock beïnvloed door gothic metal en psychedelica. Er is veel ruimte voor atmosferische passages en langere epische stukken waardoor er een mooie balans ontstaat tussen heavy en gevoelig. Met name de stem van Van Giersbergen maakt de plaat toegankelijk voor een brede doelgroep. De plaat wordt dan ook jubelend ontvangen door zowel metal- als rockpubliek en de single Strange Machines bereikt nummer 37 in de Single Top 100. Van Mandylion worden meer dan 130.000 exemplaren verkocht en het album staat maandenlang in de Album Top 100.
Door het succes van Mandylion vertrekt The Gathering uitgebreid op tournee in de Benelux, Duitsland en Zwitserland. Gedurende de zomer is de groep te zien op elk zichzelf respecterend Nederlands openluchtfestival en doet in augustus een afsluitend optreden op Lowlands. In het najaar van 1996 begint The Gathering met het opnemen van een nieuw album, dat de succesvolle voorganger moet gaan overtreffen.
Het vierde album Nighttime Birds verschijnt in 1997 en borduurt grotendeels voort op Mandylion, maar is wel iets rustiger en meer op pop georiënteerd. In mei speelt de band op Pinkpop en met de positieve kritieken in de achterzak gaat de band in het najaar opnieuw uitgebreid toeren. The Gathering staat onder meer op het Deense Roskilde Festival.

### Een andere muzikale koers (1998-2007)
Het vijfde album van The Gathering komt uit in 1998 - een dubbel-cd getiteld How To Measure A Planet? - en is geproduceerd door Attie Bauw (Fight, Scorpions en Tröckener Kecks) en opgenomen in verschillende studio's in Amsterdam. Het album laat de meer ingetogen kant van de groep horen. Naast gitaren is er ook ruim plaats voor toetsen en samples. Het bombastische heeft plaatsgemaakt voor overwegend rustig materiaal. Het album wordt voorafgegaan door de single 'Liberty Bell'. The Gathering toert door de Verenigde Staten, Mexico en Engeland.
In 1999 ontstaat een relletje tijdens de Amerikaanse tournee als de groep bij een gepland concert in Colorado verstek laat gaan. Naderhand blijkt dat de groep nooit op de hoogte was geweest van de boeking. In het voorjaar start The Gathering zijn eigen label, Psychonaut Records. In november verschijnen daarop door Attie Bauw geremasterde versies van de twee eerste albums, Always... en Almost a Dance. Verder kondigt de groep een dubbele live-cd en een verzamelalbum met B-kantjes en divers studiomateriaal aan. Een ruzie met platenlabel Century Media zet dit plan echter op losse schroeven. Uiteindelijk besluiten band en label zich te beperken tot een enkele live-cd, Superheat.
Begin januari 2000 verschijnt het livealbum Superheat, dat net als de voorgaande albums de Album Top 100 haalt. In de zomer verschijnt tevens het nieuwe studioalbum If Then Else, waarbij strijkers en blazers worden gebruikt om de sound te verbreden. In augustus speelt de band weer op Lowlands.
The Gathering Mexico City World Tour 2001 trekt in januari 2001 duizenden enthousiaste Mexicaanse The Gatheringfans. Demo-opnamen en een onuitgebrachte 7-inchsingle uit de periode 1990-1991 staan verzameld op het album Downfall, dat in april uitkomt inclusief een bonus-cd-rom met een videoregistratie van een concert in w2 Concertzaal te 's-Hertogenbosch. De band speelt voor de tweede keer op het Roskilde Festival in Denemarken.
Zonder toestemming van de band brengt het label Century Media in 2002 de dvd In Motion uit. Datzelfde jaar slaat de band op de ep Black Light District een nieuwe weg in met het lange openingsnummer en verwerken de muzikanten invloeden uit de alternatieve gitaarmuziek en van bands die in de jaren tachtig platen uitbrachten onder het Britse label 4AD.
In 2003 heeft The Gathering na twee jaar een nieuw album afgerond, getiteld Souvenirs, en komt op 24 februari in Nederland en Europa en op 12 maart in de rest van de wereld uit op het eigen Psychonaut Records. Souvenirs telt tien tracks, geproduceerd door Zlaya Hadzich (bekend van o.a. Sonic Youth, Motorpsycho, Low en Agrésion). Vanaf maart gaat de band op tournee door Duitsland, Frankrijk, Spanje, Portugal, Oostenrijk, Zwitserland en Tsjechië. In mei is de Benelux aan de beurt waarna de groep afreist naar Polen en Engeland. De single 'You Learn About It' komt uit op 14 april. De band wordt uitgenodigd voor het Glastonbury Festival in England. The Gathering speelt in augustus hoogtepunten uit hun carrière tijdens twee semiakoestische optredens in Lux te Nijmegen. De opnamen van de optredens verschijnen aan het begin van 2004 op het livealbum Sleepy Buildings. Bassist Hugo Prinsen Geerligs verlaat om privéredenen The Gathering. Op 16 november doet hij in 013 in Tilburg zijn laatste optreden. Hij wordt vervangen door Marjolein Kooijman. Zij is inmiddels afgestudeerd aan de Rockacademie in Tilburg.
In februari 2004 maakt The Gathering een tournee door Amerika, waar de band voor uitverkochte zalen staat in onder meer Chili en Mexico. Eind mei vertrekt de band voor de eerste keer naar Rusland. Op 29 mei geeft de band een optreden in club DK Gorbunova, dat plaats biedt aan tweeduizend man. Andere landen waar de groep speelt, zijn Griekenland, Rusland, Frankrijk, Duitsland en Hongarije. The Gathering staat in juni op Parkpop in Den Haag.
In navolging van het semiakoestische livealbum Sleepy Buildings neemt The Gathering in 2005 een live-dvd op in dezelfde stijl. De opnamen vinden plaats in Paradiso te Amsterdam op 23 mei. Het is de enige keer dat de band dit jaar live te zien is, omdat zangeres Anneke van Giersbergen in februari bevalt van haar zoontje. De dvd A Sound Relief bevat naast de concertregistratie een bonusschijfje met impressies van de tournee van 2004, een Nederlandse en een Italiaanse tv-special over de band en animatieclips bij zes nummers. Ondertussen brengt het oude label Century Media het album Accessories: Rarities & B-Sides uit. De tienjarige verjaardag van het album Mandylion wordt gevierd met de uitgave van een speciale luxe-editie. Voor de opnamen van het negende album Home gaat de band in november 2005 samen met producer Attie Bauw een speciale studio in, gebouwd in een oude kerk in het plaatsje Maurik.
Op 8 februari 2006 studeert bassiste Marjolein Kooijman af aan de Rockacademie door met haar bands The Gathering en Le Dimanche op te treden in De Groene Engel te Oss. Het album Home komt in april uit. De dvd A Sound Relief krijgt op 15 maart in de Melkweg een Edison Music Award. Door een infectie aan de bronchiën en bijholtes kan zangeres Anneke van Giersbergen niet optreden en moeten in april en mei optredens in Europa worden afgezegd. De band hoopt de tournee in juni te kunnen hervatten. Tijdens de Muzikantendag op 27 mei in de Melkweg te Amsterdam krijgt Anneke van Giersbergen een Duiveltje uitgereikt in de categorie Beste Zangeres. De muziekprijs van het Nationaal Pop Instituut is voor de beste Nederlandse popmuzikanten en het beste poppodium van het afgelopen jaar. Van Giersbergen is door haar collega-muzikanten gekozen door een internetstemming. The Gathering speelt in augustus op het Szigetfestival in Boedapest. Eind 2006 begint The Gathering een clubtournee in Nederland.

### Afscheid Anneke van Giersbergen (2007)
Begin 2007 gaat de clubtournee nog door, waarna de band vertrekt naar Amerika. Intussen krijgt de band twee Live XS Awards - voor beste Nederlandse liveact en de Outstanding Achievement Award 2007. In maart nemen ze in Chili de dvd A Noise Severe op, die eind 2007 zal verschijnen en ook worden uitgebracht als livealbum. Tegelijk zal er een live dubbel-cd verschijnen. In mei staat The Gathering in het voorprogramma van Lacuna Coil in de VS en Canada. Na terugkomst van deze tournee wordt bekendgemaakt dat Anneke van Giersbergen de band gaat verlaten om haar eigen Agua de Annique op te richten. Na een aantal festivals geeft The Gathering in augustus zijn laatste concert met Van Giersbergen als frontvrouw.

### Silje Wergeland (2008-heden)
Vanaf begin 2008 begint The Gathering weer actief met het schrijven van nieuw materiaal, en in april 2009 komt het album The West Pole uit. De nieuwe zangeres van The Gathering is Silje Wergeland, afkomstig van de Noorse band Octavia Sperati. Ook is op The West Pole een aantal gastmuzikanten te horen, onder wie de Nederlandse zangeres Anne van den Hoogen en de Mexicaanse zangeres Marcela Bovio. Het album is geproduceerd door de gitarist René Rutten en gemixt en gemasterd door Zlaya Hadzich. Na het uitkomen van The West Pole tourt de band met Silje Wergeland door Europa en Zuid-Amerika. Ook is ze de lead zangeres op Disclosure (2012) en Afterwords (2013).

### Disclosure (2012)
29 mei 2012 verscheen op de website van The Gathering de nieuwe single 'Meltdown', wat ook verscheen op het op 12 september 2012 uitgekomen album Disclosure.

### 2014: hiaat en 25-jarig bestaan
In 2014 maakt Marjolein Kooijman bekend te zullen stoppen met The Gathering om zich op haar andere muzikale werkzaamheden te kunnen richten. Dit is reden voor de band om een hiaat voor nog onbepaalde tijd in te lassen. Enige tijd later maakte de band bekend op 9 november 2014 een tweetal concerten te gaan geven in het kader van het 25-jarig bestaan. Deze twee concerten waren snel uitverkocht.

### 2022: Beautiful Distortion en Interference
Na bijna 8 jaar brengt The Gathering in april 2022 een album 'Beautiful Distortion' én een EP 'Interfence' uit. Hugo Prinsen Geerligs heeft de plaats van Marjolein (weer) ingenomen op de bas en productie was voor een deel wederom in handen van Attie Bauw..

## Huidige line-up
- Silje Wergeland: zang
- René Rutten: gitaar, Theremin (02/07/72)
- Frank Boeijen: keyboards en programming (04/12/73)
- Hans Rutten: drums, percussie en loops (03/06/69)
- Hugo Prinsen Geerligs: bas

## Discografie

### Demo's
- 1990 - An Imaginary Symphony
- 1991 - Moonlight Archer

### Albums
- 1992 - Always...
- 1993 - Almost a Dance
- 1995 - Mandylion
- 1997 - Nighttime Birds
- 1998 - How To Measure A Planet? (2cd)
- 2000 - Superheat (live)
- 2000 - if_then_else
- 2002 - Black Light District
- 2003 - Souvenirs
- 2004 - Sleepy Buildings (live)
- 2006 - Home
- 2007 - A Noise Severe (2cd, live)
- 2009 - The West Pole
- 2012 - Disclosure
- 2013 - Afterwords
- 2015 - TG25: Live at Doornroosje (live)
- 2022 - Beautiful Distortion
- 2022 - Interference EP

### Compilaties
- 1995 - Adrenaline / Leaves - 4 songs
- 2001 - Downfall - The Early Years
- 2005 - Accessories: Rarities & B-Sides (2cd)
- 2005 - Mandylion Deluxe Edition (2cd)
- 2007 - Nighttime Birds Deluxe Edition (2cd)
- 2008 - Sand And Mercury (10cd Box Set)
- 2008 - Downfall (heruitgave)
- 2014 - TG25: Diving into the unknown (3cd)

### Dvd's
- 2002 - In Motion - Twee mini-concerten.
- 2005 - A Sound Relief - Een semi-akoestisch concert, opgenomen in Paradiso, mei 2005.
- 2007 - A Noise Severe - Een rockconcert, opgenomen in Santiago te Chili, maart 2007.

## Hitlijsten

### Albums
| Album met eventuele hitnotering(en) in de Nederlandse Album Top 100 | Datum van verschijnen | Datum van binnenkomst | Hoogste positie | Aantal weken | Opmerkingen   |
| ------------------------------------------------------------------- | --------------------- | --------------------- | --------------- | ------------ | ------------- |
| Mandylion                                                           | 1995                  | 23-09-1995            | 20              | 39           | 3x Platina    |
| Nighttime Birds                                                     | 1997                  | 31-05-1997            | 17              | 13           |               |
| How To Measure A Planet?                                            | 1998                  | 21-11-1998            | 38              | 8            | 2cd           |
| Superheat                                                           | 2000                  | 29-01-2000            | 88              | 1            | Livealbum     |
| if_then_else                                                        | 2000                  | 08-07-2000            | 47              | 4            |               |
| Souvenirs                                                           | 2003                  | 08-03-2003            | 47              | 5            |               |
| Sleepy Buildings                                                    | 2004                  | 07-02-2004            | 66              | 3            | Livealbum     |
| Accessories: Rarities & B-Sides                                     | 2005                  | 03-09-2005            | 73              | 2            | Verzamelalbum |
| Home                                                                | 2006                  | 22-04-2006            | 34              | 4            |               |
| The West Pole                                                       | 2009                  | 09-05-2009            | 98              | 1            |               |

### Singles
| Single met eventuele hitnotering(en) in de Nederlandse Top 40 | Datum van verschijnen | Datum van binnenkomst | Hoogste positie | Aantal weken | Opmerkingen |
| ------------------------------------------------------------- | --------------------- | --------------------- | --------------- | ------------ | ----------- |
| Strange Machines                                              | 1995                  | 06-01-1996            | tip5            | -            |             |

### NPO Radio 2 Top 2000
| Nummer met noteringen in de NPO Radio 2 Top 2000 | '20  | '21 | '22 | '23 | '24 |
| ------------------------------------------------ | ---- | --- | --- | --- | --- |
| Strange Machines                                 | 1595 | 945 | 899 | 915 | 803 |

1. ↑  Een vetgedrukt getal geeft de hoogste notering aan.
2. ↑  2020 was het eerste jaar met een notering voor dit nummer.

### Dvd's
| Dvd's met hitnoteringen in de Nederlandse Music Top 30 | Datum van verschijnen | Datum van binnenkomst | Hoogste positie | Aantal weken | Opmerkingen |
| ------------------------------------------------------ | --------------------- | --------------------- | --------------- | ------------ | ----------- |
| A sound relief                                         | 2005                  | 05-11-2005            | 29              | 1            |             |